# Свинарка (притока Кайнари)
Свинарка — річка в Україні, у Голованівському районі Кіровоградської області, права притока Кайнари (басейн Південного Бугу).

## Опис
Довжина річки приблизно 9 км. Формується з багатьох безіменних струмків.

## Розташування
Бере початок у селі Олександрівці. Тече переважно на північний захід через Шепилове і в Межирічці впадає у річку Кайнару, праву притоку Циганки.